# Olybrius
Anicius Olybrius (? - 472) là Hoàng đế Tây La Mã trị vì từ tháng 4 hoặc tháng 5 năm 472 cho tới khi ông mất. Thực tế ông chỉ là một vị Hoàng đế bù nhìn trên danh nghĩa, được viên tướng La Mã gốc German là Ricimer đưa lên ngôi, trong phần lớn thời kỳ trị vì của mình ông chỉ chú tâm vào các hoạt động tôn giáo, quyền lực thực sự đều nằm trong tay Ricimer và người cháu Gundobad của ông ta.

## Tiểu sử

### Gia đình
Olybrius sinh ra tại Roma, trong một thị tộc cổ xưa và có quyền thế lớn Anicia gốc Ý.
Theo một giả thuyết, được giới sử học thu thập và nhất trí, thì ông có họ hàng với quan chấp chính tối cao (Consul) Anicius Hermogenianus Olybrius, vợ và anh em họ của ông, Anicia Juliana mang cái tên giống như tên con gái của Olybrius. Một số sử gia coi đó như một manh mối mờ nhạt, Juliana là một cái tên phổ biến trong thị tộc Anicia, và bởi vì Hermogenianus chỉ có thể là cha của một cô con gái duy nhất, người từng thề nguyền đồng trinh, cũng có khả năng người cha này đã từng cầu hôn, cả hai, Flavius Anicius Probus hoặc theo một số đầu mối khác là Petronius Maximus.

### Hôn nhân
Năm 454, Olybrius kết hôn với Placidia, con gái út của Hoàng đế Tây La Mã Valentinian III và vợ của ông là Licinia Eudoxia, do đó đã tạo ra mối quan hệ giữa một thành viên thuộc tầng lớp quý tộc thượng nghị viện với Dòng họ Theodosius.

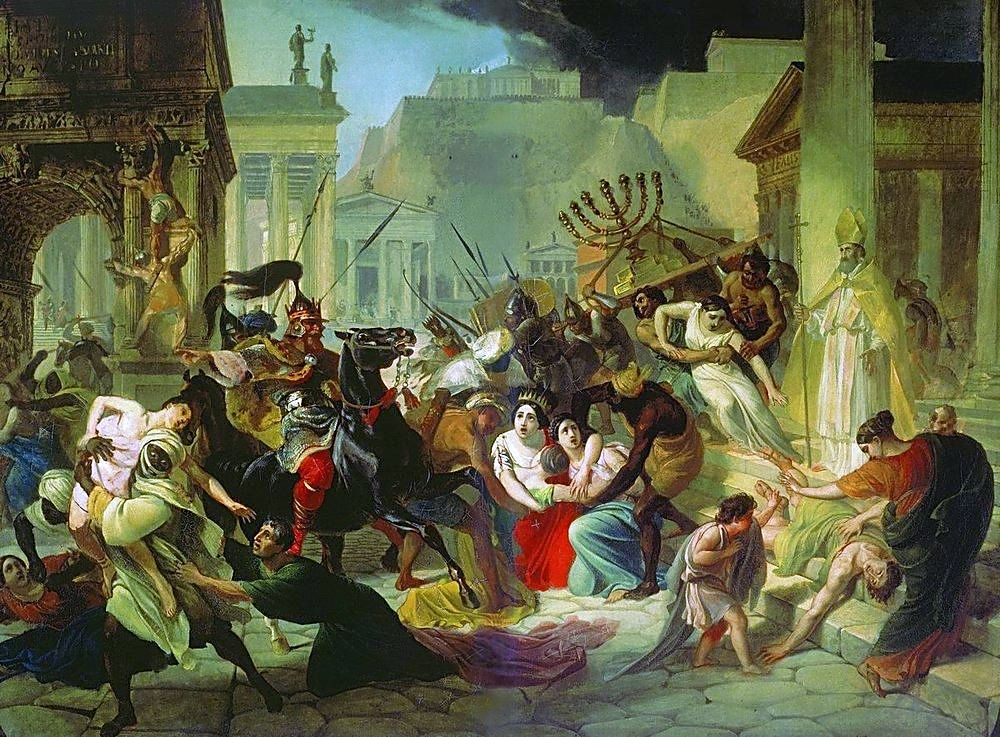
Gaiseric cướp phá thành Rome, tranh của Karl Briullov. Sau vụ cướp phá thành Rome năm 455, người Vandal bắt giữ Licinia Eudoxia và hai cô con gái của bà, trong số đó có thể là Placidia, vợ của Olybrius, tới châu Phi; vào thời điểm đó, Olybrius đang ở Constantinopolis.

Năm 454, cùng năm Olybrius kết hôn, Hoàng đế Valentinianus III đã giết chết viên Tổng tư lệnh quân đội (Magister militum) có uy quyền lớn là Aetius, người duy nhất có tầm ảnh hưởng ngang ngửa với vị Hoàng đế của ông. Năm 455, Valentinian bị các binh sĩ dưới quyền Aetius ám sát chết, có khả năng là bị Patricius (một chức quan La Mã cổ) Petronius Maximus xúi giục. Petronius, sĩ quan cấp cao của triều đình và là thành viên của một gia đình thuộc tầng lớp quý tộc thượng nghị viện, kết hôn cùng Licinia Eudoxia, góa phụ của Valentinianus, ông còn đưa con của Palladius giữ chức Caesar, và có thể ông đã cưới Eudocia, trưởng nữ của Valentinianus. Một số sử gia tin rằng Olybrius chính là con của Petronius, có thể vào năm 455, Olybrius kết hôn cùng Placidia, đặc biệt là vào ngày 17 tháng 4, khi Petronius được tôn lên làm Hoàng đế, đến ngày 31 tháng 5 thì ông qua đời, trong trường hợp này, việc kết hôn giữa Olybrius và cô con gái út của Valentinian là một bước đi trong chính sách hôn nhân Petronius.

### Trước khi lên ngôi
Người Vandal, do vua Gaiseric dẫn đầu, lợi dụng sự hỗn loạn và yếu kém của Đế chế Tây La Mã trong tình trạng kế vị náo loạn của Valentinian, chỉ huy quân đội tràn vào nước Ý và tiến hành cướp phá thành Rome. Trước khi trở về châu Phi, người Vandal đã bắt giữ Licinia Eudoxia và hai đứa con gái của bà làm con tin: Theo như sử gia sống ở thế kỷ thứ 6, John Malalas cho biết tại thời điểm đó, Olybrius đang ở Constantinopolis.
Suốt trong quá trình cư trú tại thủ đô của Đế chế Đông La Mã, Olybrius chỉ thể hiện sự quan tâm của ông về các vấn đề tôn giáo, trong thời kỳ đó ông được gặp Ẩn sĩ Daniel, người theo truyền thống Cơ Đốc giáo, tiên đoán Licinia Eudoxia sẽ được phóng thích. Trong khi đó, sự thay đổi ngôi vị đang diễn ra liên tục tại Đế chế Tây La Mã. Sau Petronius, nguyên lão Avitus gốc Gallic-La Mã, được vua người Visigoth, Theodoric II ủng hộ lên ngôi Hoàng đế, nhưng chỉ trị vì được hai năm, sau đó bị Majorianus phế truất, Majorianus lên ngôi cai trị vỏn vẹn được bốn năm, rồi bị viên tướng dưới quyền là Ricimer giết chết.
Với ngôi vua của Đế chế Tây La Mã đang bị bỏ trống, Gaiseric ủng hộ Olybrius lên ngôi Hoàng đế, lý do cho quyết định này là con trai của Gaiseric, Huneric và Olybrius đã kết hôn với hai người con gái của Valentinianus III (con trai Petronius, Palladius, đã bị giết chết trong trận cướp phá thành Rome), vì thế việc đưa Olybrius lên ngôi có thể khiến Gaiseric gây ảnh hưởng lớn và sự kiểm soát rộng rãi lên toàn Đế chế Tây La Mã. Vì vậy mà Gaiseric đã cho phóng thích Licinia Eudoxia (đúng như dự đoán của Daniel) và cô con gái Placidia (vợ của Olybrius), nhưng Gaiseric không ngừng các cuộc đột kích dọc bờ biển nước Ý, và ra lệnh thúc giục việc bầu chọn ứng cử viên cho ngôi vị của Đế chế Tây La Mã, nhưng kế hoạch của ông thất bại, bởi vì viên tổng tư lệnh Tây La Mã, Ricimer, đã chọn Libius Severus lên ngôi Hoàng đế (461-465). Tuy nhiên, Placidia, giờ đây đã được trả tự do, trờ về đoàn tụ với chồng bà tại Constantinopolis và hạ sinh đứa con gái đầu lòng của họ là Anicia Juliana.
Năm 464, Olybrius được triều đình Đông La Mã phong chức quan chấp chính tối cao (Consulate). Năm 465, Hoàng đế Libius Severus băng hà, Hoàng đế Đông La Mã Leo I xứ Thracia chọn viên quý tộc Procopius Anthemius lên ngôi vua Tây La Mã.

### Thời kỳ trị vì
Một số nguồn sử liệu tồn tại hai giả thuyết về việc đăng quang của Olybrius. Giả thuyết thứ nhất là vào năm 472, Olybrius được Hoàng đế Đông La Mã Leo I xứ Thracia phái sang Ý, với nhiệm vụ là hòa giải giữa Ricimer và Hoàng đế Tây La Mã, Anthemius. Sau khi hoàn tất nhiệm vụ, Leo yêu cầu Olybrius tới đề nghị ký kết hiệp ước hòa bình với Gaiseric, vua người Vandal. Tuy nhiên Leo e sợ Olybrius có thể liên minh với Gaiseric, đã cho phái viên của ông bám theo đoàn đại sứ, với một bức thư gửi cho Anthemius trong đó Leo đề nghị Anthemius thủ tiêu cả hai người Ricimer và Olybrius. Tuy nhiên, bức thư này bị người của Ricimer phát hiện khi phái viên tới Ostia (một cảng biển của Rome), theo quan điểm của Ricimer thì Olybrius là một ứng cử viên tốt, là một thành viên của tầng lớp quý tộc thượng nghị sĩ La Mã và vì cuộc hôn nhân của ông với Placidia, làm cho ông trở thành vị Hoàng đế cuối cùng của Dòng họ Theodosius. Ricimer liền giết chết Anthemius và đưa ngay Olybrius lên ngôi Hoàng đế vào ngày 11 Tháng 7 năm 472.
Theo giả thuyết thứ hai, thì lời tuyên bố của Olybrius xảy ra vài tháng trước cái chết của Anthemius, vào tháng 4 hoặc tháng 5 năm 472, khi ông được Ricimer đưa lên ngôi Hoàng đế. Sau đó Ricimer mang quân tới bao vây Rome, nơi Anthemius trú ngụ được vài tháng, cho tới khi chỉ còn lại một mình vị Hoàng đế hợp pháp và đám tùy tùng bên cạnh,bị Gundobad, cháu của Ricimer bắt được khi đang lẩn trốn trong một nhà thờ và ông bị giết chết ngay lập tức.
Thời kỳ trị vì ngắn ngủi của Olybrius chẳng để lại sự kiện gì quan trọng cho Đế chế, vài ngày sau cái chết của Anthemius, Ricimer cũng qua đời vì bạo bệnh vào ngày 9 hoặc 19 tháng 8 năm 472, sau khi lên ngôi, Olybrius bổ nhiệm Gundobad làm Tổng tư lệnh quân đội (Magister militum). Về chính sách cai trị của Olybrius thì các tài liệu chỉ cung cấp một vài chi tiết sơ lược cho biết ông là người sùng đạo và chỉ quan tâm đến các vấn đề tôn giáo, bỏ mặc công việc triều chính, giao hết quyền bính trong tay Ricimer và người cháu Gundobad. Một manh mối quan trọng phát hiện ra việc ông đã cho đúc một loạt đồng tiền vàng có in hình một cây thánh giá và một chữ khắc mới SALVS MVNDI ("Phúc lợi của Thế giới") thay vì bình thường là SALVS REIPVBLICAE ("Phúc lợi của Nhà nước ") cần lưu ý rằng Olybrius được mô tả trên đồng tiền của mình mà không có mũ và giáo, biểu tượng phổ biến trên các đồng tiền đúc tiền nhiệm của ông, nhằm đánh dấu sự quan tâm nhỏ của ông trong các vấn đề quân sự của Đế chế.
Olybrius qua đời vì bệnh phù sau khi trị vì được bảy tháng. Các nguồn tài liệu đều không thống nhất ngày mất của ông, có thể là ngày 22 tháng 10 hoặc 2 tháng 11 năm 472.

## Olybrius trong văn hóa
Olybrius có một tòa cung điện ở Constantinople, trong khu thứ Mười, ở cuối đường thuộc khu phố chính Mese, hướng về Constantinianae. Olibrius cũng trả tiền phí tổn để phục hồi một nhà thờ gần đó của Thánh Euphemia, một nhà thờ nổi tiếng, được Pulcheria, em gái của Theodosius II, lựa chọn làm địa điểm dành cho Hội đồng Chalcedon năm 451. Sự lựa chọn này là một dấu hiệu của sự liên kết giữa Olybrius, một thượng nghị sĩ La Mã với Dòng họ Theodosius quyền quý.
Năm 1707, Apostolo Zeno và Pietro Pariati đã viết một vở nhạc kịch với tên gọi Flavio Anicio Olibrio. Câu chuyện được kể trong vở nhạc kịch khác xa so với sự thực lịch sử, mặc dù thực tế là Zeno tuyên bố có sử dụng nhiều nguồn tài liệu lịch sử khác nhau (Evagrius Scholasticus l.2.c.7, Procopius xứ Caesarea, Historia Vandalorum, l.1, Paul xứ Deacon, vi), Cốt truyện được tóm tắt lại như sau: Ricimer chiếm được Rome, trả tự do cho Teodolinda em gái của ông và bắt Placidia, con gái của Valentinianus III làm nô lệ, một chút sau đó, Olybrius tái chiếm lại Roma, phóng thích Placidia, và kết hôn với cô. Vở nhạc kịch gồm ba màn do Francesco Gasparini viết, được trình diễn cùng năm tại nhà hát Teatro San Cassiano ở Venice, cùng một vở nhạc kịch như trên được Nicola Porpora viết lời nhạc (năm 1711, tại Neaples, trong vai Il trionfo di Flavio Anicio Olibrio) và Leonardo Vinci (Naples, năm 1728, vai Ricimero), và Andrea Bernasconi (năm 1737, Viên, vai Flavio Anicio Olibrio o La tirannide debellata). Vở nhạc kịch cũng được viết lại với vai Ricimero do Niccolo Jommelli đóng, được trình diễn tại nhà hát Teatro Argentina ở Roma năm 1740.